# El Misti
El Misti je symetrický stratovulkán v Peru, složený převážně z andezitových láv a pyroklastik. Na úpatí se nachází město Arequipa, sopka je jeho symbolem. Většina budov ve městě je postavena z bílého kamene sillar, což je vlastně překrystalizovaný tuf, pocházející však z vulkanických uloženin erupcí nedaleké sopky Nevado Chachani. Poslední doložená erupce je z roku 1784, ale neoficiální zdroje uvádějí i roky 1826, 1831 a 1870. V jednom ze tří kráterů Misti byla pozorována fumarolická aktivita, což je důkazem, že sopka není vyhaslá. V blízkosti kráteru byla při archeologických vykopávkách v roce 1998 nalezena mumfikovaná těla Inků spolu s artefakty.